# Farwell (Texas)
Farwell és una ciutat a l'estat de Texas. Segons el cens del 2000 tenia 1.364 habitants.

## Demografia
Segons el cens del 2000, Farwell tenia 1.364 habitants, 499 habitatges, i 346 famílies. La densitat de població era de 642,2 habitants per km².
Dels 499 habitatges en un 34,9% hi vivien nens de menys de 18 anys, en un 56,9% hi vivien parelles casades, en un 9,6% dones solteres, i en un 30,5% no eren unitats familiars. En el 28,1% dels habitatges hi vivien persones soles el 17,2% de les quals corresponia a persones de 65 anys o més que vivien soles. El nombre mitjà de persones vivint en cada habitatge era de 2,58 i el nombre mitjà de persones que vivien en cada família era de 3,18.
Per edats la població es repartia de la següent manera: un 27,9% tenia menys de 18 anys, un 6,8% entre 18 i 24, un 24,8% entre 25 i 44, un 20,6% de 45 a 60 i un 19,9% 65 anys o més.
L'edat mediana era de 39 anys. Per cada 100 dones de 18 o més anys hi havia 80,9 homes.
La renda mediana per habitatge era de 29.808 $ i la renda mediana per família de 34.676 $. Els homes tenien una renda mediana de 27.448 $ mentre que les dones 21.181 $. La renda per capita de la població era de 15.875 $. Aproximadament el 13,9% de les famílies i el 16,7% de la població estaven per davall del llindar de pobresa.

## Poblacions properes
El següent diagrama mostra les poblacions més properes.